# Masada
Pour l’article ayant un titre homophone, voir Massada.
Pour les articles homonymes, voir Masada (homonymie).
Masada est un groupe américain de jazz créé par John Zorn, Joey Baron, Greg Cohen et Dave Douglas durant l'été 1993 à l'occasion de la composition de la musique du film Thieves Quartet.
Le groupe a enregistré 10 albums de février 1994 à septembre 1997, ainsi qu'une série d'albums live.
Le groupe tire son nom de Massada (avec deux s), une forteresse juive du début du premier millénaire qui fut le dernier bastion de résistance à l'Empire romain. Son nom est devenu un symbole de l'identité culturelle juive.
Le répertoire de Masada a été intégralement composé par John Zorn. Il est désormais joué régulièrement par différents groupes dirigés par John Zorn : la formation originale, appelée « Masada acoustique », mais aussi « Electric Masada », « Masada String Trio », « The Bar-Kokba Sextet », et de nombreuses autres formations.
À l'exception des albums originaux, toutes les œuvres du répertoire Masada ont été éditées par le label Tzadik.

## Discographie

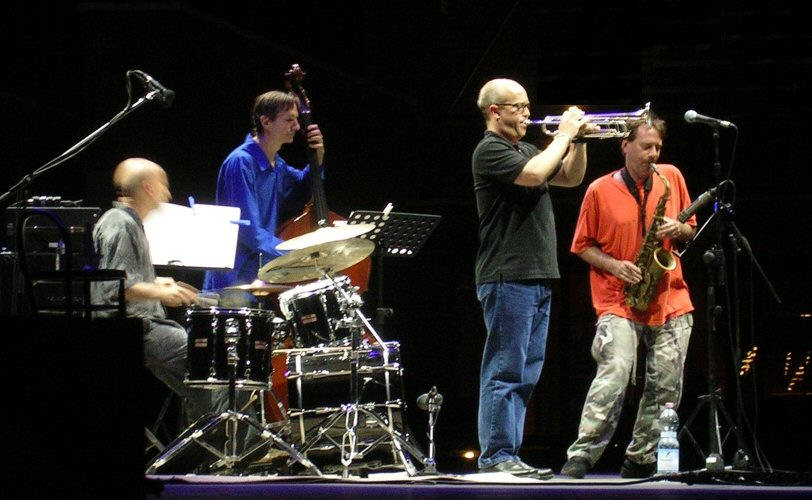
Masada en concert, 2005; L.-R. Joey Baron (batterie), Greg Cohen (contrebasse), Dave Douglas (trompette), John Zorn (saxophone)

### Quartet original (Zorn/Douglas/Cohen/Baron)
- Alef (1994)
- Beit (1994)
- Gimel (1994)
- Dalet (1995-1997) EP
- Hei (1995)
- Vav (1995)
- Zayin (1996)
- Het (1997)
- Tet (1998)
- Yod (1998)
- Live in Taipei 1995 (1998) "CD
- Live in Jerusalem 1994 (1999) 2CD
- Live In Middelheim 1999 (1999)
- Live in Sevilla 2000 (2000)
- Live at Tonic 2001 (2001)
- First Live 1993 (2002)
- 50th Birthday Celebration Volume Seven (2004)
- Sanhedrin (2005) 2CD

### Masada Book Two - The Book of Angels
- Astaroth: Book of Angels Volume 1 (Jamie Saft Trio, 2005)
- Azazel: Book of Angels Volume 2 (Masada String Trio, 2005)
- Malphas: Book of Angels Volume 3 (Mark Feldman & Sylvie Courvoisier, 2006)
- Orobas: Book of Angels Volume 4 (Koby Israelite, 2006)
- Balan: Book of Angels Volume 5 (The Cracow Klezmer Band, 2006)
- Moloch: Book of Angels Volume 6 (Uri Caine, 2006)
- Asmodeus: Book of Angels Volume 7 (Marc Ribot, 2007)
- Volac: Book of Angels Volume 8 (Erik Friedlander, 2007)
- Xaphan: Book of Angels Volume 9 (Secret Chiefs 3, 2008)
- Lucifer: Book of Angels Volume 10 (Bar Kokhba, 2008)
- Zaebos: Book of Angels Volume 11 (Medeski, Martin and Wood, 2008)
- Stolas: Book of Angels Volume 12 (Masada Quintet featuring Joe Lovano, 2009)
- Mycale: Book of Angels Volume 13 (Mycale, 2010)
- Ipos: Book of Angels Volume 14 (The Dreamers, 2010)
- Baal: Book of Angels Volume 15 (Ben Goldberg, 2010)
- Haborym: Book of Angels Volume 16 (Masada String Trio, 2010)
- Caym: Book of Angels Volume 17 (Cyro Baptista's Banquet of the Spirits, 2011)
- Pruflas: Book of Angels Volume 18 (David Krakauer, 2012)
- Abraxas: Book of Angels Volume 19 (Shanir Ezra Blumenkranz, 2012)
- Tap: Book of Angels Volume 20 (Pat Metheny, 2013)
- Alastor: Book of Angels Volume 21 (Eyvind Kang, 2014)
- Adramelech: Book of Angels Volume 22 (Zion80, 2014)
- Aguares: Book of Angels Volume 23 (Roberto Juan Rodriguez, 2014)
- Amon: Book of Angels Volume 24 (Klezmerson, 2015)
- Gomory: Book Of Angels Volume 25 (Mycale, 2015)
- Cerberus: Book of Angels Volume 26 (Spike Orchestra, 2015)
- Flaga : Book of Angels Volume 27 (Craig Taborn, Christian McBride, Tyshawn Sorey, 2016)
- Andras : Book of Angels Volume 28 (Nova Express Quintet, 2016)
- Flauros : Book of Angels Volume 29 (AutorYno, 2016)
- Leonard : Book of Angels Volume 30 (Garth Knox et le Saltarello Trio, 2016)

### Masada Book Three - The Book Beri'ah
- The Book Beri'ah - Coffret de 11 disques (2018)

1. Keter (Sofia Rei & JC Maillard)
2. Chokhma (Cleric)
3. Binah (The Spike Orchestra)
4. Chesed (Julian Lage & Gyan Riley)
5. Gevurah (Abraxas)
6. Tiferet (Klezmerson)
7. Netzach (Gnostic Trio)
8. Hod (Zion80)
9. Yesod (Banquet of the Spirits)
10. Malkhut (Secret Chiefs 3)
11. Da'at (Craig Taborn & Vadim Neselovskyi)

- The Book Beri'ah (Compilation) - Vinyle (2018)

### Electric Masada
- 50th Birthday Celebration Volume Four (2004)
- At the Mountains of Madness (2005) 2CD

### Masada String Trio
- The Circle Maker : Issachar (1998, Disque 1 de 2)
- John Zorn, Filmworks XI: Secret Lives (2002)
- 50th Birthday Celebration Volume One (2004)
- Azazel: Book of Angels Volume 2 (2005)
- Haborym: Book of Angels Volume 16 (2010)

### Bar Kokhba Sextet
- The Circle Maker : Zevulun (1998, Disque 2 de 2)
- 50th Birthday Celebration Volume Eleven (2005)
- Lucifer: Book of Angels Volume 10 (2008)

### Série Masada Anniversary
- Masada Anniversary Edition Vol. 1: Masada Guitars (2003)
- Masada Anniversary Edition Vol. 2: Voices in the Wilderness (2003)
- Masada Anniversary Edition Vol. 3: The Unknown Masada (2003)
- Masada Anniversary Edition Vol. 4: Masada Recital (2004)
- Masada Anniversary Edition Vol. 5: Masada Rock (2005)

### Autres Masada
- Bar Kokhba (Masada Chamber Ensembles, 1996) 2CD
- Sanatorium Under the Sign of the Hourglass : a tribute to Bruno Schultz (Cracow Klezmer Band, 2005)